# ポズナン大公国

ポズナン大公国
Wielkie Księstwo Poznańskie (ポーランド語)
Großherzogtum Posen (ドイツ語)

ポズナン大公国の位置（1848年）

ポズナン大公国（ポーランド語: Wielkie Księstwo Poznańskie、ドイツ語: Großherzogtum Posen）は、1815年から1848年まで存在していた大公国。プロイセン王国の統制下におかれていた。都はポズナンにおかれた。元首である大公はプロイセン王が兼ねた｡

## 歴史
1815年に成立し、プロイセン王国の支配下におかれた。当初はポーランド人に一定範囲での自由が保障されていたが、1830年の11月蜂起を受け、ポーランド人の諸権利が抑圧されるようになった。
1846年にも民族蜂起を図るが、事前にその動向が把握され、蜂起は失敗に終わった。この際、本来ならポズナンと連携して蜂起するはずであったクラクフが単独で蜂起し（クラクフ蜂起）、こちらも失敗に終わっている。ポズナンで捕らえられた運動家たちは、死刑や懲役刑の判決を受けて投獄されたが、1848年にベルリン3月革命が起こったため、彼らは釈放された。
プロイセン領におけるポーランドの民族運動は再び高揚し、ポズナン大公国のみでなく、ポモージェ（ポンメルン）地方や、シロンスク（シュレジエン）地方にも民族蜂起が広がった。しかし、これらの運動も鎮圧され、ポズナン大公国はその地位を奪われ、ポーゼン州（ドイツ語: Provinz Posen, ポーランド語: Prowincja Poznańska）として支配されることになった。